# Nitrica
Nitrica (in ungherese Rákosvölgyudvarnok) è un comune della Slovacchia facente parte del distretto di Prievidza, nella regione di Trenčín.
Il comune è sorto nel 1960 in seguito all'unione di due preesistenti comuni, Dvorníky nad Nitrou' (in tedesco Hof an der Neutra, in ungherese Bélaudvarnok), menzionato per la prima volta nel 1249, e Račice (in tedesco Ratschitz, in ungherese Rákosvölgy), menzionato per la prima volta nel 1113.  I due villaggi hanno avuto una storia comune, dapprima come feudi della rocca di Nitra e poi, come possedimenti ecclesiastici del monastero di Zobor.